# .ba
.ba — в Інтернеті, національний домен верхнього рівня (ccTLD) для Боснії та Герцеговини.

## Домени 2-го та 3-го рівнів
В цьому національному домені нараховується близько 15,800,000 вебсторінок (станом на січень 2009 року).
У наш час використовуються та приймають реєстрації доменів 3-го рівня наступні доменні суфікси (відповідно, існують такі домени 2-го рівня):
| Суфікс   | Регламентовані користувачі                                            |
| -------- | --------------------------------------------------------------------- |
| .co.ba   | Комерційні установи, корпорації                                       |
| .com.ba  | Комерційні установи, корпорації                                       |
| .gov.ba  | Державні та урядові установи                                          |
| .net.ba  | Провайдери, організації, пов'язані з мережами                         |
| .org.ba  | Неприбуткові, неурядові організації                                   |
| .edu.ba  | Наукові та дослідницькі установи, коледжі, університети або інститути |
| .info.ba | Вебмайданчики інформаційного змісту                                   |
| .int.ba  | Міжнародні організації                                                |
| .pro.ba  | Професійні організації                                                |